# Districtul Souk Ahras
Souk Ahras este un district din provincia Souk Ahras, Algeria.